# Avenue I (Culver Line)
Avenue I is een station van de metro van New York aan de Culver Line in het stadsdeel Brooklyn. Het station is geopend in 1919. Lijn  maakt gebruik van dit station.
 ·  ·  ·  ·  ·  ·  ·  ·  · 